# 长尾大眼鲷
曳絲大眼鯛，又稱長尾大眼鯛，俗名紅目鰱、紅目眶，為輻鰭魚綱鱸形目的其中一個種。

## 分布
本魚分布於印度西太平洋區，包括波斯灣、菲律賓、台灣、澳洲北部等海域。

## 深度
水深8至50公尺。

## 特徵
本魚體長橢圓形，眼大。體略高，側扁；體最高處位於背鰭第六棘附近。眼特大，瞳孔大半位於體中線下方。吻短。口裂大，近乎垂直；下頜突出，頜骨、鋤骨和腭骨均具齒。前鰓骨後緣及下緣具鋸齒並具有一枚後向之長強棘。頭及體部皆被有粗糙堅實不易脫落之櫛鱗；側線完全，側線鱗孔數51至67枚。背鰭單一，具硬棘10枚，軟條11至13枚；臀鰭與背鰭幾相對，具硬棘3枚，軟條12至14枚；背鰭後端尖型，臀鰭後端圓形；胸鰭短小；腹鰭中長，短於頭長；尾鰭彎月型凹入，上下葉均呈絲狀延長。，奇鰭部為暗紅色，腹鰭基底無暗色斑，但內膜有顯著之紫黑色圓點，越近腹緣則越大。背鰭第三至第五軟條延長。體長可達41公分。

## 生態
為夜行性魚類，棲息在珊瑚礁下的洞穴中；夜間則成群到水層中間覓食，以魚、蝦、蟹或頭足類為食。

## 經濟利用
體型較大，肉白，刺骨少。味尚佳，煮、煎均可。製成魚鬆，味道極佳，為大眾化食用魚。